# Фрідріх Альберт фон Ценкер
Фрідріх Альберт фон Ценкер (нім. Friedrich Albert von Zenker; 13 березня 1825, Дрезден — 13 червня 1898, Мекленбург) — німецький лікар і патолог.

## Біографія
Був другою дитиною Альберта Ценкера, таємного радника та радника міністерства Королівського дому в Дрездені, приватного секретаря саксонського короля, і Емілі Кольшюттер.
Під час навчання в 1843 році він став членом студентського братства Burschenschaft в Лейпцигу. У 1846 році він став членом старого гейдельберзького братства Франконія та 1883 року — почесним членом Ерлангенського братства Burschenschaft der Bubenreuther. Після навчання в Лейпцигу та Гейдельберзі (1843—1847) йому присуджено ступінь лікаря у Лейпцигу в 1851 році. Спочатку він працював прозектором у лікарні Дрезден-Фрідріхштадт. Упродовж 1853—1855 років він був доцентом, а згодом професором загальної патології та патологічної анатомії в міському медико-хірургічному коледжі.
У 1863 році він обійняв посаду завідувача кафедри в Ерлангені, де понад 30 років з великим успіхом працював науковцем і викладачем. У 1873 році його обрано членом Леопольдини. У 1887 році нагороджено орденом Баварської корони з введенням до дворянської аристократії з наданням до прізвища приставки «фон». У 1895 році вийшов на пенсію.

## Наукові здобутки
28 січня 1860 року Ценкер виявив трихінельоз у дівчини, яка померла в Дрезденській лікарні. Він був першим, хто довів, що трихінели, що з середини 1830-х років вважалися більш-менш нешкідливими паразитами, можуть спричиняти серйозні, навіть смертельні захворювання і часто уражати людей.
Дивертикул стравоходу названий на його честь.

## Твори
- Über die Trichinenkrankheit des Menschen. Virchows Archiv für pathologische Anatomie und Physiologie und für klinische Medizin, Berlin, 1860, 18: 561—572. / Про трихінельну хворобу у людини
- Beiträge zur Lehre von der Trichinenkrankheit. Historischer Überblick in „Deutsches Archiv für klinische Medicin“, 1866; 1: 90–124. / Доповнення у вчення про трихінельну хворобу
- Beiträge zur normalen und pathologischen Anatomie der Lungen. Dresden, G. Schönfelds Buchhandlung, 1862. / Внесок у нормальну та патологічну анатомію легень. Перший опис жирової емболії у легеневі судини людини
- Über die Veränderungen der willkürlichen Muskeln in Typhus abdom. Leipzig, 1864. / Про зміни в м’язах при черевному тифі
- Krankheiten des Oesophagus, mit Hugo Wilhelm von Ziemssen, Leipzig, 1867. / Хвороби стравоходу. З Гуго Вільгельмом фон Цімссеном
- Über Staubinhalationskrankheiten der Lungen. Deutsches Archiv für klinische Medicin, 1867, II: 116–172. / Про пилові інгаляційні захворювання легень
- Zur pathologischen Anatomie der acuten gelben Leberatrophie. Deutsches Archiv für klinische Medicin, Leipzig, 1872; X. / Про патологічну анатомію гострої жовтої атрофії печінки
- Über den Cysticercus racemosus des Gehirns. Bonn, 1882. / Ураження Cysticercus racemosus мозку